# Бельский уезд (Гродненская губерния)
Бельский уезд (пол. Powiat bielski) — административная единица в составе Белостокской области и Гродненской губернии, существовавшая в 1808—1920 годах. Центр — город Бельск.

## История
Бельский уезд в составе Белостокской области Российской империи был образован в 1808 году на территории, отошедшей от Пруссии по Тильзитскому миру. В 1843 году, в связи с ликвидацией Белостокской области, уезд был передан в Гродненскую губернию. В 1920 году уезд отошёл к Польше.

## Население
По данным переписи 1897 года в уезде проживало 164,4 тыс. чел. В том числе украинцы — 39,1 %; поляки — 34,9 %; евреи — 14,9 %; русские — 5,9 %; белорусы — 4,9 %. В уездном городе Бельске проживало 7464 чел.

## Административное деление
В 1890 году в состав уезда входило 15 волостей:
| № п/п | Волость         | Волостное правление | Число селений | Население |
| ----- | --------------- | ------------------- | ------------- | --------- |
| 1     | Александровская | д. Александровка    | 48            | 4812      |
| 2     | Алексинская     | д. Алексин          | 39            | 4680      |
| 3     | Городиская      | с. Городиск         | 81            | 5522      |
| 4     | Дубажинская     | с. Дубажин          | 70            | 6638      |
| 5     | Кленикская      | с. Кленики          | 31            | 7199      |
| 6     | Лосинская       | с. Лосинка          | 43            | 4608      |
| 7     | Малешевская     | с. Малеши           | 84            | 5079      |
| 8     | Наройская       | с. Наройки          | 61            | 5574      |
| 9     | Новоберезовская | с. Новоберезово     | 25            | 5468      |
| 10    | Орлянская       | м. Орля             | 32            | 4384      |
| 11    | Павловская      | д. Павлы            | 31            | 6013      |
| 12    | Пасынковская    | с. Пасынки          | 34            | 5130      |
| 13    | Райская         | д. Гацьки           | 53            | 6129      |
| 14    | Семятичская     | м. Семятичи         | 76            | 5537      |
| 15    | Шкурецкая       | д. Шкурец           | 87            | 4230      |

В 1913 году в уезде также было 15 волостей.

## Населённые пункты
По переписи 1897 года наиболее крупные населённые пункты уезда:
| - г. Бельск - 7464 чел.; - м. Семятичи - 6151 чел.; - м. Цехановец - 5569 чел.; - г. Брянск — 4087 чел.; - м. Орля - 3003 чел.; - м. Боцьки - 2636 чел.; | - г. Клещели — 2013 чел.; - г. Дрогичин — 1707 чел.; - г. Мельник — 1485 чел.; - г. Нареве — 1434 чел.; - с. Рудка — 1003 чел.; - с. Кленики — 1000 чел.; |